# Le Hamel (Somme)
Le Hamel é uma comuna francesa na região administrativa de Altos da França, no departamento de Somme. Estende-se por uma área de 9.12 km². Em 2010 a comuna tinha 504 habitantes (densidade: 55,3 hab./km²).